# الحجناء

تعديل مصدري - تعديل

الحجناء هي إحدى قرى عزلة جعار بمديرية خنفر التابعة لمحافظة أبين، بلغ تعداد سكانها 77 نسمة حسب تعداد اليمن لعام 2004.